# Ісмаель Родрігес (футболіст)
Ісмаель де Хесус Родрігес Вега (ісп. Ismael de Jesús Rodríguez Vega, нар. 10 січня 1981, Сьюдад-Мадеро) — мексиканський футболіст, що грав на позиції захисника, зокрема за «Монтеррей» та «Америку», а також за національну збірну Мексики.

## Клубна кар'єра
У дорослому футболі дебютував 2001 року виступами за команду «Монтеррей», в якій провів чотири сезони, взявши участь у 111 матчах чемпіонату. 
Своєю грою за цю команду привернув увагу представників тренерського штабу столичної «Америки», до складу якої приєднався 2005 року. Відіграв за команду з Мехіко наступні шість сезонів своєї ігрової кар'єри.
Згодом з 2011 по 2014 рік грав у складі команд «Керетаро», «Америка» та «Ірапуато».
Завершував ігрову кар'єру у сальвадорській «Агілі», за яку виступав протягом 2014 року.

## Виступи за збірну
2003 року дебютував в офіційних матчах у складі національної збірної Мексики.
У складі збірної був учасником розіграшу Золотого кубка КОНКАКАФ 2009 року у США, де здобув того року титул континентального чемпіона.
Протягом кар'єри в національній команді, яка тривала 7 років, викликався до її лав нерегулярно і провів у її формі загалом 6 матчів.

## Титули і досягнення
- Володар Золотого кубка КОНКАКАФ (1): 2009